# Britt-Marie Christoffersson
Britt-Marie Christoffersson, född 22 september 1937, är en svensk textilformgivare och en av grundarna av konsthantverkskollektivet 10-gruppen. Sedan 1980-talet har hon arbetat för att förnya den svenska stickningstraditionen. På Hallands Konstmuseum finns en omfattande samling av hennes verk.